# 1671 Chaika
1671 Chaika је астероид главног астероидног појаса чија средња удаљеност од Сунца износи 2,587 астрономских јединица (АЈ).
Апсолутна магнитуда астероида је 12,0.